# شاين رودني
شاين رودني (بالإنجليزية: Shane Rodney)‏ هو لاعب دوري الرغبي أسترالي، ولد في 15 أغسطس 1983 في تامورث في أستراليا.